# بهاءالدین محمد جوینی
بهاءالدین محمد جوینی(زاده آزادوار -ولایت جوین) فرمانروای اصفهان و بخشی از عراق عجم از ۶۶۳ تا ۶۷۸ ق. / ۱۲۶۵-۱۲۷۹م بود
فرزند بزرگش شمس الدین جوینی صاحب دیوان، وزیر مشهور هلاکو و اباقاخان بود. فرزند دیگرش عطاملک جوینی مورخ و ادیب ایرانی قرن هفتم قمری است.